# غاريقون أرجواني مخضر
غاريقون أرجواني مخضر (الاسم العلمي: Agaricus viridopurpurascens) هو نوع من الفطريات يتبع جنس الغاريقون من الفصيلة الغاريقونية.